# ブルン・C91
ブルン・C91(Brun C91)はブルン・モータースポーツがSWC参戦用に1991年に開発・製作したグループC仕様のスポーツプロトタイプカーである。

## 概要
ブルンは、1991年度からNA3.5リッターエンジンに規定変更し1992年度からターボエンジンが不許可になるSWC参戦用にC91を開発・製作した。
デザインはスティーブ・リッジスが担当した。シャシーはカーボン製のモノコックに、プッシュロッド式のダブルウィッシュボーン・サスペンションと当時の標準的なもので、モノコックの製作はアドバンスト・コンポジット社に発注し、エンジンはV8のジャッド・EVを使用した。
1991年シーズンのSWCカーはジャガー・XJR-14、プジョー・905、メルセデスベンツ・C291のいずれもがサイドラジエーターであったが、C91はフロントにラジエーターを搭載していた。
ブルンは、C91をIMSAを含めた他チームに販売することを考えていた。C91はターボエンジンを含め、様々なエンジンを搭載できるよう設計されており、サイドラジエーター化やインタークーラーの装備も可能であった。
C91は1991年のSWC第5戦ニュルブルクリンクで実戦デビューした。しかしマシントラブルを起こし予選不通過に終わった。その後のマニクール、メキシコ、オートポリスでのレースでもリタイアに終わった。
1992年のSWCにブルンはエントリーをしなかったため、C91は1991年に4レースを走っただけで退役した。